# Jacopo da Varazze
Jacopo di Varazze, chiamato anche Jacopo da Varagine (nome latino di Varazze) o Giacomo da Varagine (Varazze, c. 1230 – Genova, 13 o 16 luglio 1298), è stato un vescovo cattolico, poeta e agiografo italiano, frate domenicano e arcivescovo di Genova, proclamato beato della Chiesa cattolica.
Il culto di Jacopo da Varazze come beato fu confermato nel 1816 da papa Pio VII.

## Biografia
Molte teorie gli attribuiscono origini diverse, come quella del Padre Giovanni Borzino che lo fa discendere dalla famiglia dei Fazio. Più probabilmente, come proposto da Carla Casagrande, apparteneva alla famiglia soprannominata da Varagine (originaria da Varazze). Secondo E.C. Richardson, questa denominazione corrispondeva al ramo dei marchesi del Bosco che aveva stabilito la loro corte a Varazze, prendendo anche il nome da questa signoria. 
Entrato nell'ordine dei Domenicani nel 1244, ben presto, per la sua cultura e per il suo acume ottenne a soli 24 anni, nel 1252, la cattedra di teologia: la sua eccezionale capacità di insegnamento portava tantissimi studenti a seguire le sue lezioni. Fu soprannominato "Jacopo il Teologo", poiché non conoscitore del latino dell'ebraico, erudito nella storia antica, nella letteratura e filosofia greca e romana. Venne nominato priore, prima nel 
Convento di San Domenico in Genova, nel 1267, e quattro anni dopo, fu riconfermato nel medesimo ufficio; in seguito, a Como, poi a Bologna, quindi ad Asti (nel 1266). Nel capitolo generale del 1267 fu nominato provinciale dell'ordine per tutta la Lombardia, la più estesa dell'Ordine domenicano, carica che abbandonò nel 1286. In questa occasione conobbe e divenne amico fraterno di san Tommaso d'Aquino, autore della Summa Theologiae. La provincia della Longobardia, istituita da San Domenico, comprendeva tutta l'Italia settentrionale. Quando Jacopo ne divenne il priore, nella provincia vi erano otto conventi; quando lasciò il provincialato, i conventi erano 49.
I suoi viaggi erano compiuti soprattutto per motivi religiosi, per assumere il priorato di nuovi conventi e per partecipare ai capitoli dell'ordine domenicano. Jacopo partecipò ai seguenti capitoli: Viterbo nel 1268, Milano nel 1260, Montpellier nel 1271, insieme a san Tommaso d'Aquino a quello di Budapest nel 1272, Lione nel 1274, Bordeaux nel 1277, Vienna nel 1282, Bologna nel 1285, Parigi nel 1286; come relatore ufficiale (diffinitor), a quelli di Lucca nel 1288 e di Ferrara nel 1290. La Santa Sede gli diede incarichi diplomatici presso la corte del re Pietro d'Aragona in Spagna e investigativi come l'indagine per l'assassinio del vescovo di Tortona di cui era stato accusato Guglielmo il Grande, marchese del Monferrato.
Jacopo fu anche nominato vicario generale e governò l'ordine domenicano per due anni. Così riferisce lo storiografo domenicano padre Michele Piò: “Reggeva la Provincia di Lombardia fra Giacomo da Varazze detto da Varagine quando morì il Vercelli (Giovanni da Vercelli Maestro dell'Ordine deceduto nel 1283); onde essendo già dato il capitolo generale in Bologna, Egli restò vicario dell'Ordine sino all'anno 1285 nel quale fra Munio di Zamora spagnuolo fu assunto al Generalato”.
Dopo 35 anni impegnati nel governo dell'ordine, Jacopo chiese ed ottenne l'esonero dall'ufficio di priore provinciale della Lombardia per dedicarsi all'apostolato tra i suoi concittadini. La morte dell'arcivescovo di Genova aveva scatenato una durissima lotta per la successione che durava ormai da cinque anni: i genovesi ancora una volta confidavano in lui ed una delegazione fu inviata a Roma per esprimere il desiderio di averlo come loro vescovo. Jacopo, che pochi anni prima aveva rifiutato tale incarico, questa volta accettò, ma quando si recò a Roma per ricevere l'investitura, ebbe la notizia della morte di Papa Niccolò IV. Nonostante ciò, il collegio dei cardinali decise di procedere comunque alla nomina. Il 13 aprile del 1292 il cardinale Latino Malabranca, vescovo di Ostia, consacrava il frate quale arcivescovo di Genova: "avendo ricevuto il pallio, la medesima domenica egli si diresse verso la sua città e fu con reverenza accolto dal popolo", secondo le sue stesse parole. Insediatosi nel palazzo vescovile, decise di devolvere ai poveri tutte le ricchezze che il suo predecessore vi aveva sfarzosamente disposto. Nel 1293 convocò nella Chiesa di San Lorenzo un sinodo dei vescovi per realizzare un vasto piano di riforme per la santificazione del clero e dei fedeli. 
Le più importanti famiglie genovesi si combattevano ferocemente per il controllo della città: i Doria, gli Spinola, i De Mari e i Centurione erano nella fazione ghibellina, mentre in campo guelfo erano schierati i Fieschi, i Grimaldi e i Fregoso. 
Nel 1295 Jacopo otteneva la pace tanto invocata dai genovesi che lo acclamarono come padre della patria. La pace non durò molto: già alla fine dello stesso anno gli scontri ripresero più violenti di prima, con saccheggi, devastazioni e incendi che non risparmiarono nemmeno la Cattedrale di San Lorenzo, che venne data alle fiamme. Nel 1297, Jacopo, per alleviare le sofferenze del popolo, alienò i beni dei castelli di San Remo e Ceriana e distribuì il ricavato ai più bisognosi.
Egli non dimenticò la sua terra d'origine in questa sua opera di soccorso di misericordia. L'impresa della fornitura del sale nel genovesato apparteneva alla mensa vescovile e Jacopo cedette questo privilegio alla Repubblica, pretendendo che Varazze potesse comprare il sale dove come voleva e commercializzarlo senza pagare nessun tributo a Genova. Questa facilitazione creò  per la cittadina una prosperità economica che durò per secoli e le permise di circondarsi di mura per difendere la popolazione e le sue attività.
Fu dunque arcivescovo di Genova dal 1292 fino al 1298, anno della sua morte. In tale ruolo si distinse particolarmente per la determinazione a pacificare, con alterne vicende, guelfi e ghibellini. Stando a una tradizione non accertata, Jacopo avrebbe redatto una delle prime traduzioni in volgare della Bibbia, ma non abbiamo manoscritti di tale versione.
La sua fama si deve, invece, a una raccolta di vite di santi, dal titolo Legenda Aurea (Legenda sanctorum), scritta a partire dagli anni sessanta del XIII secolo e rielaborata fino alla morte. L'opera, che fu scritta in latino e in seguito diffusa in versioni volgarizzate, ottenne molta influenza sulla successiva letteratura religiosa e servì come importante fonte iconografica per numerosi artisti. Tuttora sopravvivono più di 1400 manoscritti a testimonianza della grande importanza e dell'enorme diffusione che ebbe l'opera.
Francesco Flora menziona questa raccolta delle vite dei Santi «e i lor casi meravigliosi, come quello di San Cristoforo, che, guadando il fiume con sulle spalle un bimbo e sentendo un peso infinito, seppe poi di aver portato Gesù, il peso del mondo».
Nelle Legenda compare anche una delle prime menzioni medievali del Graal, associato con la ricerca che di esso fecero i cavalieri genovesi della prima Crociata nel 1099.
La raccolta di sermoni di Iacopo da Varazze riunisce tre sermonari che comprendono modelli di sermoni predicabili ai fedeli in occasione di feste sacre (Sermones de omnibus sanctis et festis), o nel Vangelo della Domenica (Sermones dominicales), o ancora durante la quaresima (Sermones quadragesimales).
Sempre in latino compilò una Cronaca genovese (Chronicon Ianuense), che tratta della storia di Genova dalle origini al 1297.
Le spoglie mortali sono conservate nella cappella a lui dedicata nella Chiesa di San Domenico della sua città natale.

## Genealogia episcopale
La genealogia episcopale è:
- Cardinale Latino Malabranca Orsini, O.P.
- Arcivescovo Jacopo da Varazze

## Opere
- Legendario delle vite di tutti li Santi, Venezia, Stefano Zazzera, 1565.
- Sermones dominicales per totum annum, Venezia, Ioan. Bap. Somaschum, 1572.
- Cronaca della citta di Genova dalle origini al 1297, Genova, ECIG, 1995, ISBN 88-7545-633-X.
- L'invenzione della Santa Croce, Montepulciano, Le balze, 2000, ISBN 88-87187-26-6.
- Sermones quadragesimales, Firenze, SISMEL Edizioni del Galluzzo, 2005, ISBN 88-8450-156-3.

## Galleria d'immagini

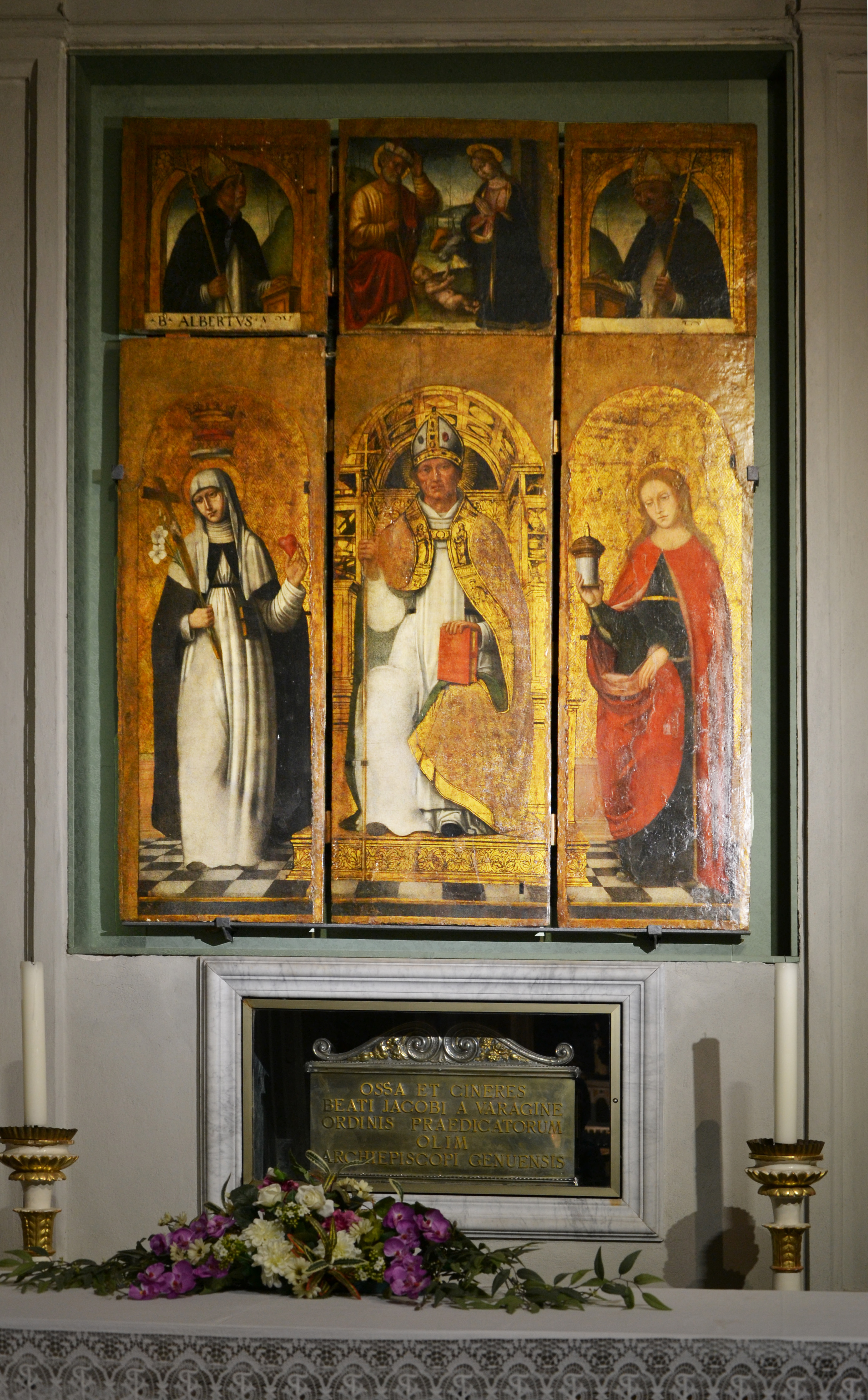
Cappella con le reliquie, chiesa di San Domenico (Varazze)
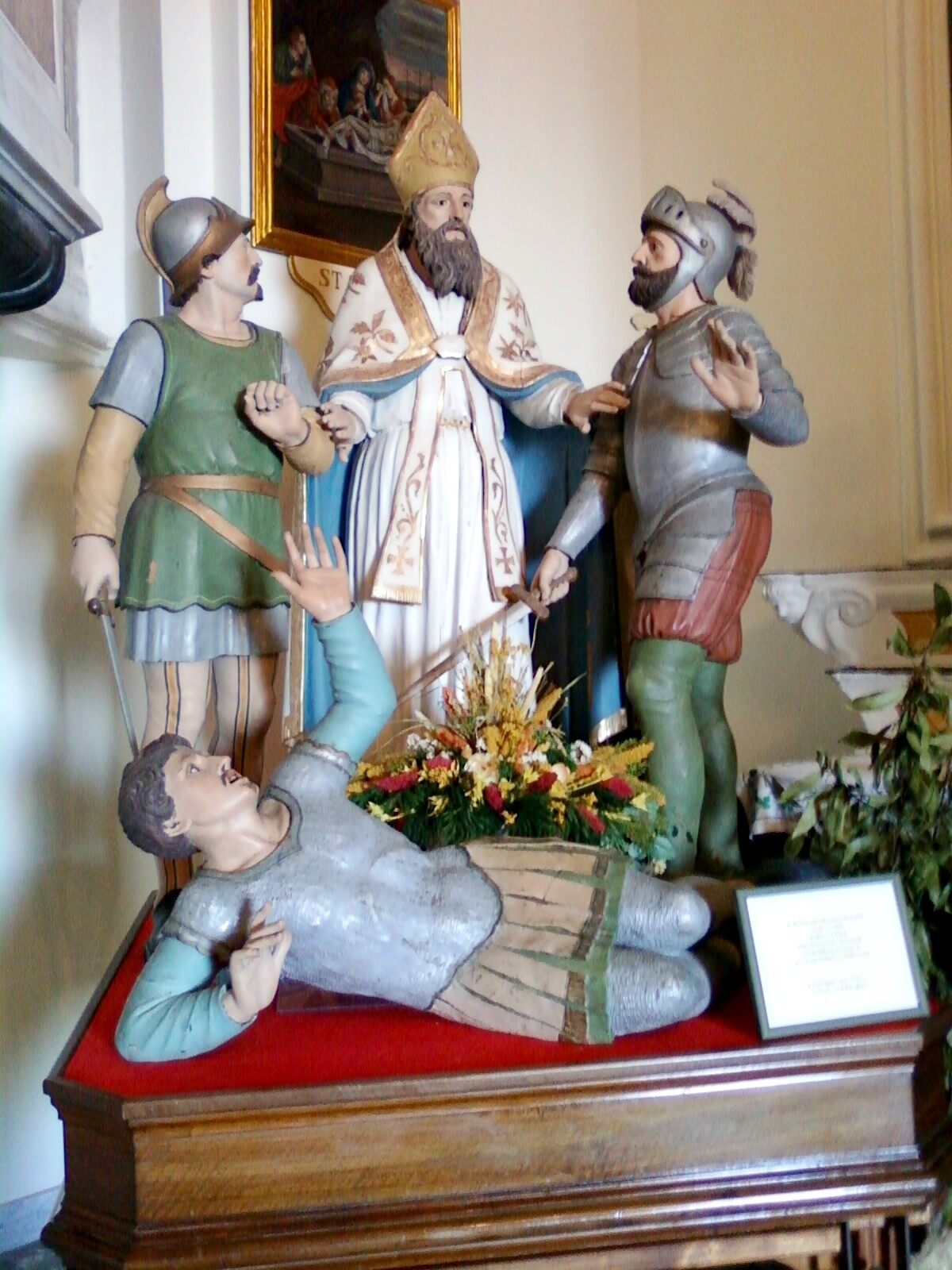
Il beato Jacopo riappacifica guelfi e ghibellini, gruppo ligneo nella chiesa della Natività di Maria Santissima di Casanova (1930)
Sermones dominicales, frontespizio, 1572
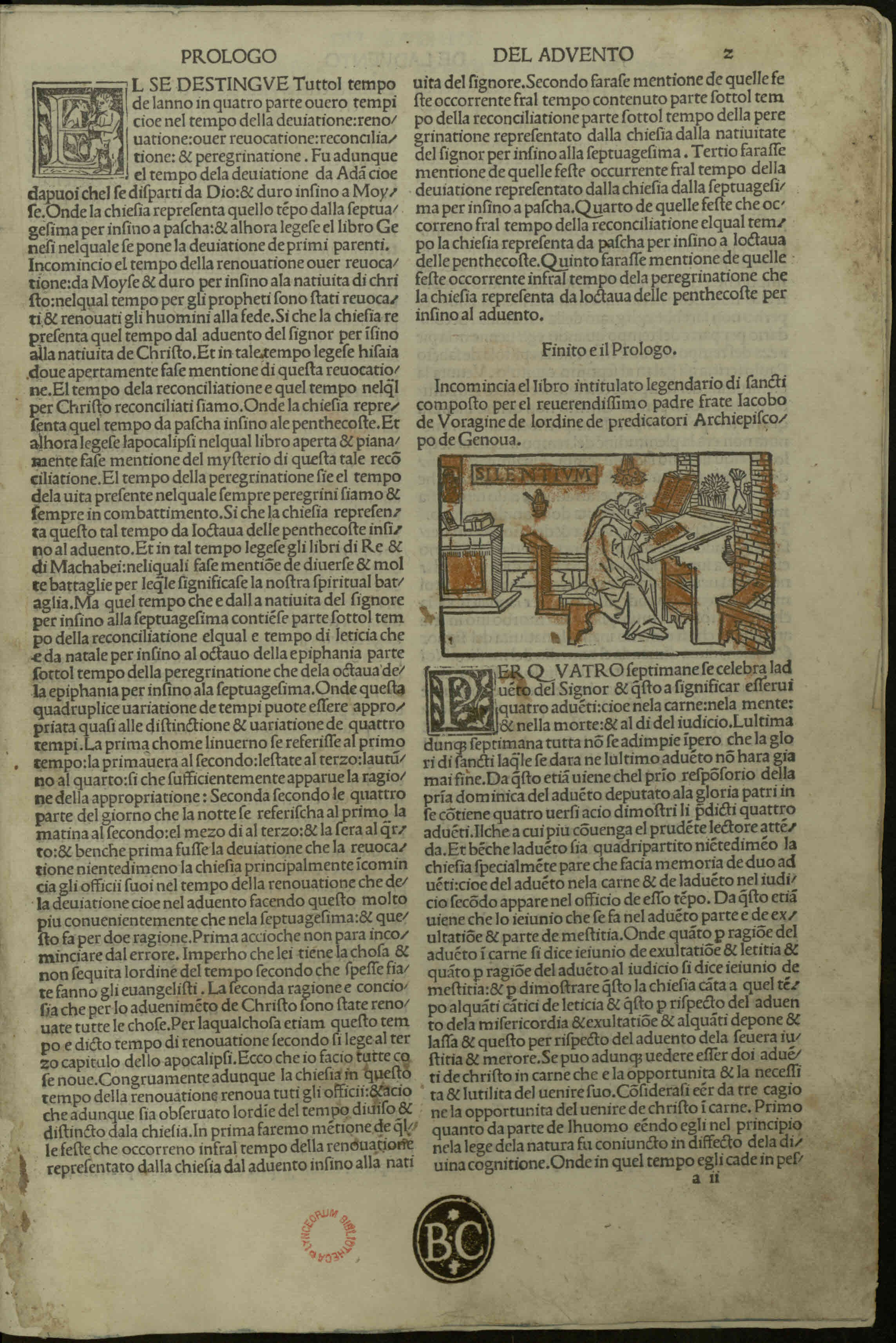
Legenda Aurea, prologo, edizione del 1499